# سراب رحيم خان (أختاتشي محالي)
سراب رحيم خان (بالفارسية: سراب‌رحیم‌خان) هي قرية تقع في إيران في أذربيجان الغربية. يقدر عدد سكانها بـ 704 نسمة بحسب إحصاء 2016.